# Израильско-китайские отношения
Израильско-китайские отношения — дипломатические, экономические, культурные, военные и иные отношения между КНР и Государством Израиль.
Израиль стал первой ближневосточной страной, которая признала независимость КНР. Тем не менее, Китай не установил нормальных дипломатических отношений с Израилем до 1992 года. С тех пор Израиль и Китай широко развивали стратегические экономические, военные и технологические связи друг с другом. У Израиля есть посольство в Пекине, а также планируется к открытию новое консульство в Чэнду, третье в континентальном Китае. Китай — третий по величине торговый партнёр Израиля в мире и крупнейший торговый партнёр среди стран восточной Азии. Объемы торговли увеличились с $50 млн в 1992 году до более чем $10 млрд в 2013. Разделяемые сходства между культурами и ценностями двух народов с древними корнями уходят корнями на тысячи лет назад, а также общие интересы — то, что способствовало развитию партнёрства между двумя странами. Кроме того, КНР является одной из немногих стран в мире, которая постоянно поддерживает хорошие отношения как с Израилем, так и с палестинцами и большинством мусульманских стран.
Статус КНР как мировой державы побудил Израиль поддерживать более тесные связи с ним, интегрируя глобальное влияние Китая с израильским прагматичным экономическим управлением, политической стабильностью и его региональным стратегическим значением на Ближнем Востоке. Пекин высоко оценил израильскую политическую стабильность и дипломатическую изобретательность и рассматривает еврейское государство как один из региональных столпов обеспечения влияния КНР на Ближнем Востоке и во всем мире.

## История

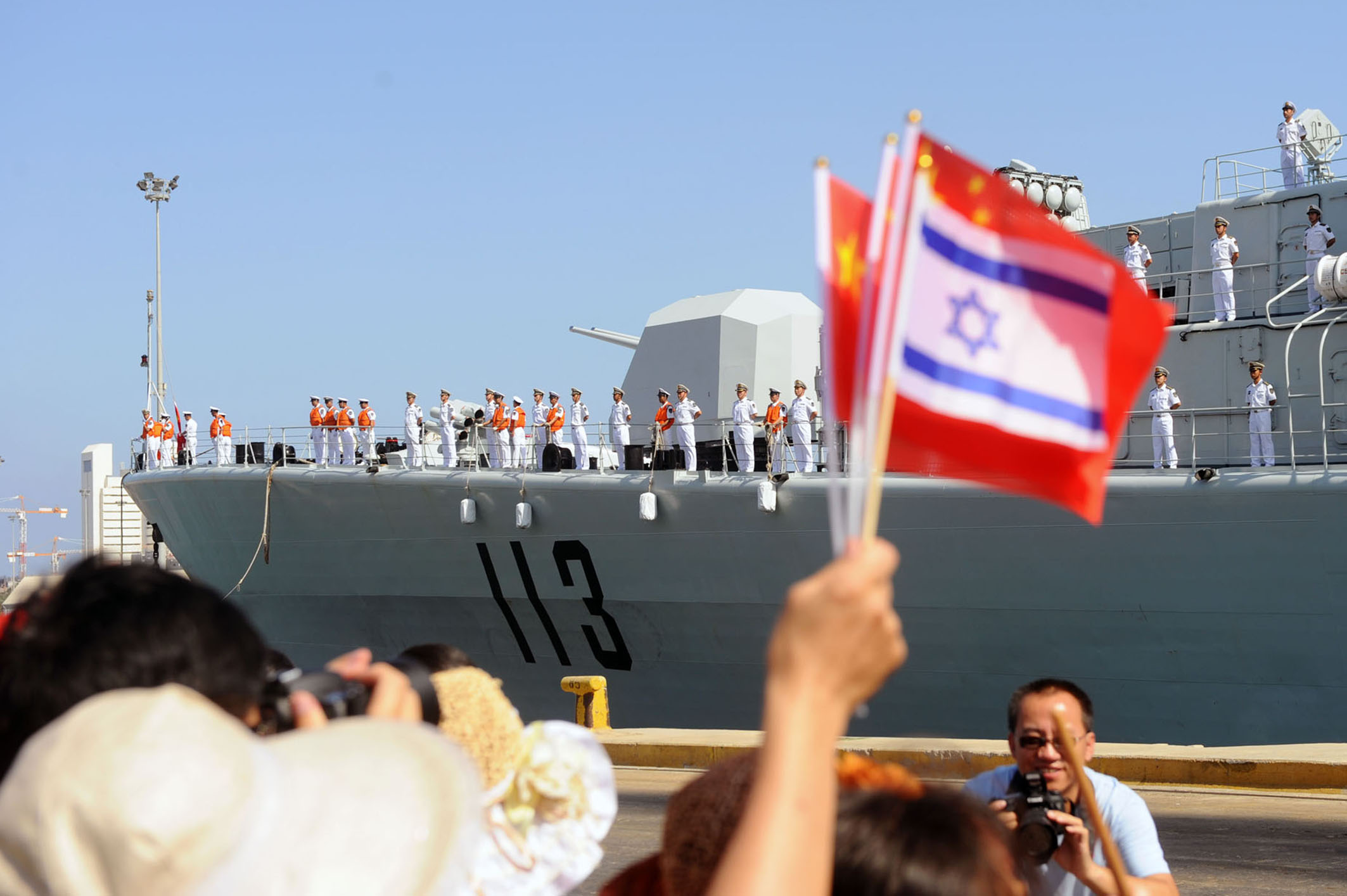
Корабль ВМФ КНР в израильском порту

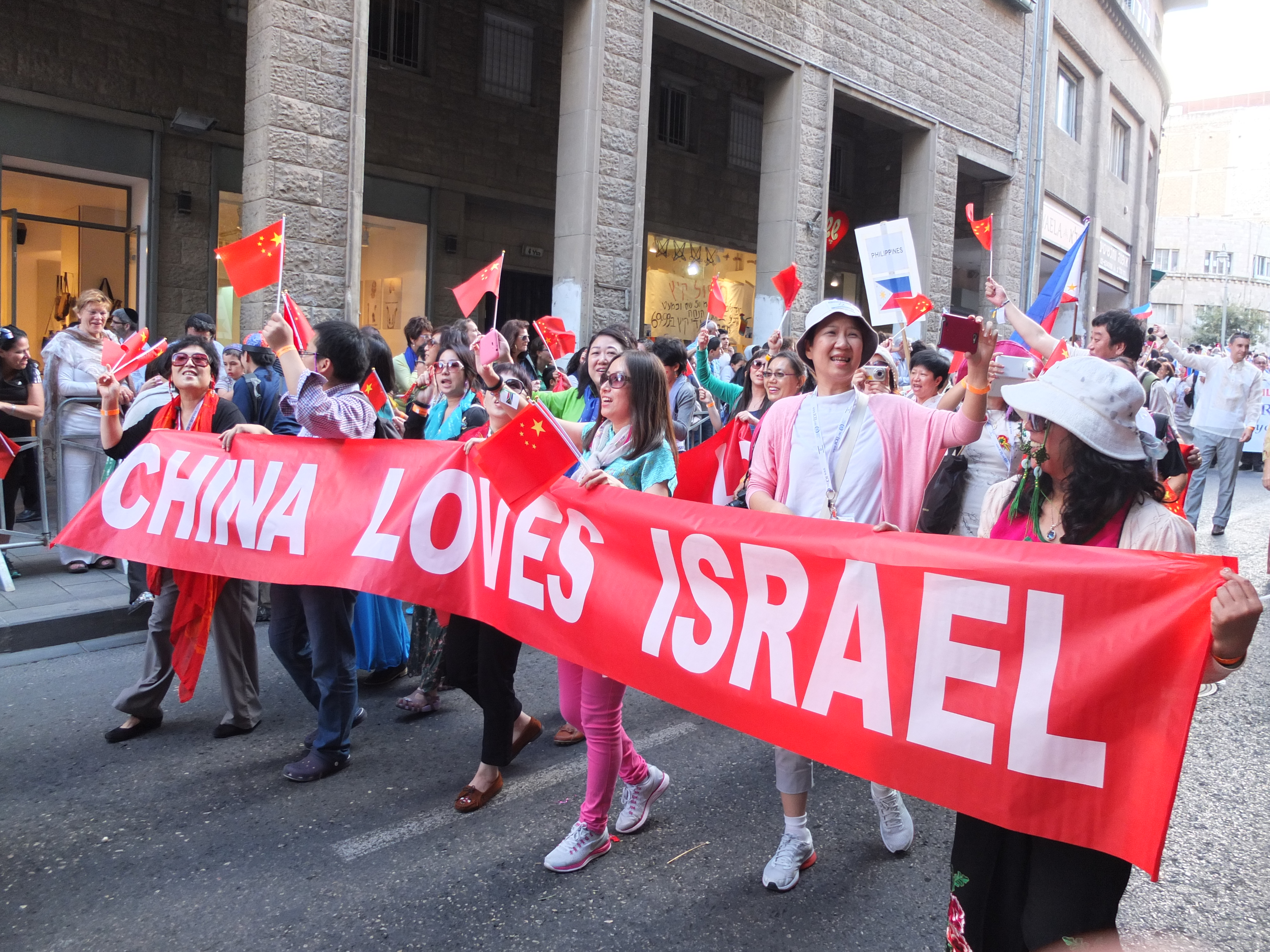
Китайская делегация на Иерусалимском марше

В течение некоторого времени после Китайской революции 1949 года КНР была дипломатически изолирована, потому что США и их союзники (включая Израиль) признавали Китайскую Республику (широко известную как Тайвань) в качестве законного правительства Китая. Во время Азиатско-Африканской конференции (1955), Китай выразил поддержку правам палестинцев на возвращение, но воздержался от отрицания права Израиля на существование и секретно добивался установления торговых связей с израильтянами. До 1980-х Китай отказывался выдавать визы израильтянам, если только у них не было двойного гражданства и паспорта другой страны. Однако, после Советско-китайского раскола и установления дипломатических отношений между КНР и США в 1979 году, Китай начал развивать серию негласных, неофициальных контактов с Израилем.
Китай и Израиль секретно начали сотрудничать в военной сфере в 1980-х во время Советской войны в Афганистане, против которой и Израиль, и Китай протестовали. Они оба поставляли оружие афганским моджахедам (Израиль посылал захваченное у ООП оружие через США и Пакистан), и военное сотрудничество между ними двумя началось с целью помочь исламскому сопротивлению против СССР. Китай и Израиль последовательно начали обмениваться визитами делегаций учёных, экспертов, бизнесменов и промышленников. Сообщалось, что большое количество тяжёлых танков используемых Китаем в 1984 году на параде в честь Дня образования КНР были модифицированы Израилем из захваченных во время Шестидневной войны трофеев.
Китай облегчил формальности для путешественников; Израиль открыл консульство в Гонконге (тогда ещё при Британской администрации), которое должно было служить главной точкой в дипломатических и экономических контактах между двумя государствами. В 1987 году израильский премьер-министр Шимон Перес поручил Амосу Юдану основать первую официальную компанию, которой владело правительство, (Copeco Ltd) для установления и развития коммерческой активности между предприятиями Китая и Израиля. Эта компания работала до 1992 года, когда было объявлено об установлении официальных дипломатических отношений между Израилем и Китаем. В начале 1990-х Китай присоединился к списку стран, которые установили отношения с Израилем после начала мирного процесса между Израилем и ООП; Китай также желал играть важную роль в мирном процессе.
Перед установлением полных дипломатических отношений в 1992 году Израиль и Китай открыли представительские офисы в Пекине и Тель-Авиве, которые были посольствами де факто. Израильский офис был ранее известен как Бюро по связи Израильской академии естественных и гуманитарных наук. Он был открыт в июне 1990 года. Китай был похожим образом представлен отделением China International Travel Service, который также открылся в 1990 году.
Премьер-министр Биньямин Нетаньяху посетил Китай в мае 2013 года и подписал во время этого визита пять соглашений. Был установлен механизм G2G (Government to Government, Правительство к правительству) и объявлены пять приоритетов в сфере высоких технологий, защите окружающей среды, энергетике, сельском хозяйстве и финансовой сфере. Нетаньяху посетил Китай вновь в 2017 году по случаю праздничной церемонии в честь 25-летия установления отношений между двумя странами.
Во время операции «Нерушимая скала» в Газе (2014), сообщалось, что Израиль выиграл битву общественного мнения в Китае и большинство китайских пользователей социальных сетей были солидарны с еврейским государством.
В конце октября 2018 года Израиль посетил заместитель председателя КНР Ван Цишань. В израильском МИДе состоялась его встреча с главой израильского правительства Нетаньяху. На встрече присутствовали министр экономики Эли Коэн, заместитель министра иностранных дел Ципи Хотовели, министр науки и технологий Китая Ван Чжиган и другие официальные лица. Позже Нетаньяху и Цишань посетили израильскую выставку инноваций.
После начала войны между Израилем и ХАМАС в октябре 2023 года наблюдается ухудшение отношений между двумя странами. Китай выступил с резкой антиизраильской риторикой и не осудил резню 7 октября. В ряде китайских государственных СМИ виновником войны назвали США. В марте 2024 года Китай проводил совместные морские операции с Ираном и Россией в Персидском заливе , усиливая своё присутствие в регионе. Китай, будучи крупнейшим импортёром иранской нефти, помогает Тегерану обходить санкции США, получать доходы и тем самым финансировать про-иранские прокси-силы. Так Китай косвенно предоставлял материальную и разведывательную поддержку йеменским хуситам, которых поддерживает Иран. В октябре 2024 года опрос общественного мнения показал, что большинство израильтян считают Китай недружелюбным или враждебным государством по отношению к Израилю.

## Экономическое сотрудничество
В марте 2020 года во время пандемии COVID-19 посол Израиля в КНР Цви Хейфец провёл переговоры с китайским предпринимателем, основателем торговой интернет-площадки «Alibaba Group» Джеком Ма о поставке тестов на коронавирус и масок класса N95.
В 2020 году Китай стал крупнейшим поставщиком товаров и сырья в Израиль (32,4 млрд шек. с учётом Гонконга), а также крупнейшим рынком сбыта израильских товаров в Азии (16,2 млрд шек.).

## Двусторонние соглашения
- В июне 2018 года мэр Шанхая Ин Юн посетил Израиль с официальным визитом, в ходе которого подписал протокол о намерениях, направленный на укрепление экономических связей между Израилем и Шанхаем с министром торговли и экономики Израиля Эли Коэном[43]. В ноябре Министр науки и технологии Израиля Офир Акунис посетил КНР с ответным визитом и подписал договор о сотрудничестве с властями Шанхая, касающийся сотрудничества в медицине, сельском хозяйстве, энергетике, окружающей среде и образовании[44].

## Список послов

### Послы КНР в Израиле
- Цай Жунь (4 февраля 2021 — н.в.)
- Дай Йомин (17 мая 2020—4 февраля 2021) (и. о. посла)
- Ду Вей (март 2020—17 мая 2020)[45]
- Чжан Юнсинь (2015—2020)
- Гао Яньпин (2011—2015)

Посол КНР в Израиле Ду Вей скоропостижно скончался в своей резиденции 17 мая 2020 года. Советник-посланник посольства Дай Йомин был назначен исполняющим обязанности посла.

### Послы Израиля в КНР
- Ирит Бен-Абба (январь 2021—н. в.)
- Цви Хейфец (май 2017—январь 2021)
- Матан Вильнаи (7 февраля 2012—2017)[48]
- Ора Намир (1996—2000)[49]